# Ursula von Sachsen-Lauenburg

Ursula mit ihrem Gemahl Heinrich aus einem 1584 gedrucktem Stammbaum

Ursula von Sachsen-Lauenburg (* 1552/53; † 12. Oktober 1620 in Scharnebeck) war eine Prinzessin von Sachsen-Lauenburg und durch Heirat Herzogin von Braunschweig-Dannenberg.

## Leben
Ursula war eine Tochter des Herzogs Franz I. von Sachsen-Lauenburg (1510–1581) aus dessen Ehe mit Sibylle (1515–1592), Tochter des Herzogs Heinrich von Sachsen. Gemeinsam mit ihrer älteren Schwester Dorothea wuchs sie bei ihrer Großmutter Katharina in Freiberg und nach deren Tod 1561 bei ihrer Cousine Kurfürstin Anna von Sachsen in Dresden auf.
Sie heiratete 1569 Herzog Heinrich von Braunschweig-Dannenberg (1533–1598). Heinrich hatte auf Grund seiner Eheabsichten die Teilung des Fürstentums verlangt, musste sich aber wegen vorher abgeschlossener Vergleiche mit dem Paragiat Dannenberg abfinden. Ursula galt als ausgezeichnete Fürstin, die auch auf die Politik Lauenburgs Einfluss hatte. 
Ursula starb auf ihrem Witwensitz, dem ehemaligen Kloster Scharnebeck und wurde in der St.-Johannis-Kirche in Dannenberg bestattet.

## Nachkommen
Aus ihrer Ehe hatte Ursula folgende Kinder:
- Julius Ernst (1571–1636), Herzog von Braunschweig-Dannenberg

⚭ 1. 1614 Gräfin Marie von Ostfriesland (1582–1616)
⚭ 2. 1617 Prinzessin Sibylle von Braunschweig-Lüneburg (1584–1652)
- Franz (1572–1601), Dompropst zu Straßburg
- Anne Sophie (1573–1574)
- Heinrich (1574–1575)
- Sibylle Elisabeth (1576–1630)

⚭ Graf Anton II. von Oldenburg (1550–1619)
- Sidonie (1577–1645)
- August II. (1579–1666), Herzog von Braunschweig-Wolfenbüttel

⚭ 1. 1607 Prinzessin Klara Marie von Pommern (1574–1623)
⚭ 2. 1623 Prinzessin Dorothea von Anhalt-Zerbst (1607–1634)
⚭ 3. 1635 Prinzessin Elisabeth Sophie von Mecklenburg-Güstrow (1613–1676)